# Hienghène Sport
L'Hienghène Sport è una società calcistica della Nuova Caledonia con sede nella città di Hienghène. 
È stata la prima società del paese a vincere l'OFC Champions League e la prima società oceaniana non neozelandese a conseguire il Treble, conquistando il campionato, la coppa nazionale e la coppa continentale nello stesso anno (2019).

## Storia
Fondata nel 1997, la squadra raggiunge il secondo posto in campionato nel 2009, nel 2012 e nel 2013. Mette in bacheca per due volte la Coppa della Nuova Caledonia, nel 2013 e nel 2015. Nel 2015 si piazza nuovamente seconda in campionato, ottenendo per la prima volta la qualificazione all'OFC Champions League. Nel 2017 vince per la prima volta il campionato. Nel 2016, 2017 e 2018 è stato finalista della Coppa della Nuova Caledonia.
Il 28 aprile 2019 sconfigge in semifinale di OFC Champions League i neozelandesi, campioni in carica del torneo, del Team Wellington per 2-0, raggiungendo per la prima volta la finale continentale. L'11 maggio seguente si aggiudica per la prima volta il trofeo vincendo la finale per 1-0 contro i connazionali dell'AS Magenta.
In virtù della vittoria della coppa continentale, si qualifica alla Coppa del mondo per club FIFA 2019. L'esordio avviene l'11 dicembre, nell'ottavo di finale contro l'Al-Sadd, allo Stadio Jassim bin Hamad di Doha. All'iniziale vantaggio degli arabi, risponde Antoine Roine, che realizza la rete del momentaneo pareggio all'inizio della ripresa, prolungando così la partita fino ai tempi supplementari, dove la squadra subisce altre due reti e perde per 3-1, venendo eliminata.
Nel 2022 ha raggiunto la semifinale di OFC Champions League.

## Palmarès

### Competizioni nazionali
- Division Honneur: 3

2017, 2019, 2021
- Coppa della Nuova Caledonia: 6

2013, 2015, 2019, 2020, 2022, 2023

### Competizioni internazionali
- OFC Champions League: 1

2019

## Organico

### Rosa 2018-2019
| N. |                            | Ruolo | Calciatore       |
| -- | -------------------------- | ----- | ---------------- |
| 1  | Nuova Caledonia (bandiera) | P     | Rocky Nyikeine   |
| 2  | Nuova Caledonia (bandiera) | D     | Joris Gorendiawe |
| 3  | Nuova Caledonia (bandiera) | D     | William Yentao   |
| 4  | Nuova Caledonia (bandiera) | D     | Bruno Nyanem     |
| 5  | Nuova Caledonia (bandiera) | D     | Jordan Dinet     |
| 7  | Nuova Caledonia (bandiera) | A     | Anthony Kai      |
| 8  | Nuova Caledonia (bandiera) | C     | Geordy Gony      |
| 9  | Nuova Caledonia (bandiera) | A     | Brice Dahité     |
| 10 | Nuova Caledonia (bandiera) | C     | Miguel Kayara    |
| 11 | Nuova Caledonia (bandiera) | C     | Bertrand Kaï     |
| 12 | Nuova Caledonia (bandiera) | A     | Antoine Roine    |
| 13 | Nuova Caledonia (bandiera) | D     | Roy Kayara       |

| N. |                            | Ruolo | Calciatore          |
| -- | -------------------------- | ----- | ------------------- |
| 14 | Nuova Caledonia (bandiera) | A     | Gianny Kayara       |
| 17 | Nuova Caledonia (bandiera) | D     | Erwan Ausu          |
| 18 | Nuova Caledonia (bandiera) | C     | Kevin Tein          |
| 19 | Nuova Caledonia (bandiera) | P     | Jacques Nyikeine    |
| 20 | Nuova Caledonia (bandiera) | C     | Cédric Sansot       |
| 21 | Nuova Caledonia (bandiera) | D     | Joyce Poindjao      |
| 23 | Nuova Caledonia (bandiera) | A     | Nelson Kai          |
| 28 | Nuova Caledonia (bandiera) | A     | Franck Sinem        |
| 29 | Nuova Caledonia (bandiera) | A     | Alexandre Guacar    |
| 30 | Nuova Caledonia (bandiera) | A     | Yvanoe Bamy         |
| 31 | Nuova Caledonia (bandiera) | P     | Christopher Yeiwene |